# Chicago Board of Trade Building
Het Chicago Board of Trade Building is een wolkenkrabber in de Amerikaanse stad Chicago die in 1929 en 1930 werd gebouwd en in 1930 officieel geopend is. Het gebouw is eigendom van het derivatenbeursbedrijf CME Group, dat is voortgekomen uit een fusie tussen de Chicago Mercantile Exchange (CME) en de Chicago Board of Trade (CBOT). Op de locatie van het gebouw, aan 141 W. Jackson Boulevard ter hoogte van LaSalle Street, stond voorheen de oude vestiging van de Chicago Board of Trade, die tot 1895 het hoogste bouwwerk van Chicago was. Ook het huidige gebouw van de CBOT was gedurende 35 jaar het hoogste van Chicago, totdat het Richard J. Daley Center in 1965 die titel overnam.
Het huidige Chicago Board of Trade Building is 184,41 meter hoog, telt 44 verdiepingen en heeft indertijd ongeveer 11 miljoen Amerikaanse dollar gekost. Het maakt deel uit van een complex van drie bouwwerken, dat in totaal een oppervlakte van ongeveer 139.355 vierkante meter heeft. Het Chicago Board of Trade Building is ontworpen door Holabird & Root en gebouwd door Hegeman & Harris. Het staat onder andere bekend om zijn architectuur in art-decostijl, sculpturen en grote beeldhouwwerken.

## Geschiedenis

### Eerdere locaties
Op 3 april 1848 werd op 101 South Water Street de Chicago Board of Trade geopend. Toen er in 1856 122 nieuwe leden bij kwamen, verhuisde het bedrijf naar de hoek van South Water en LaSalle Street.
Na een tijdelijke verhuizing in 1860 trok de Board of Trade in 1865 in het Chamber of Commerce Building (het gebouw van de Amerikaanse Kamer van Koophandel) op de hoek van LaSalle en Washington Street, dat echter in 1871 door de grote brand van Chicago werd verwoest. Twee weken later opende de beurs tijdelijk in een houten gebouw van 27 bij 27 meter bij het kruispunt van Washington en Market Street, dat bekendstond als "The Wigwam". Een jaar later verhuisde het bedrijf naar het toen net voltooide gebouw op de plaats waar eerst het Chamber of Commerce Building stond.

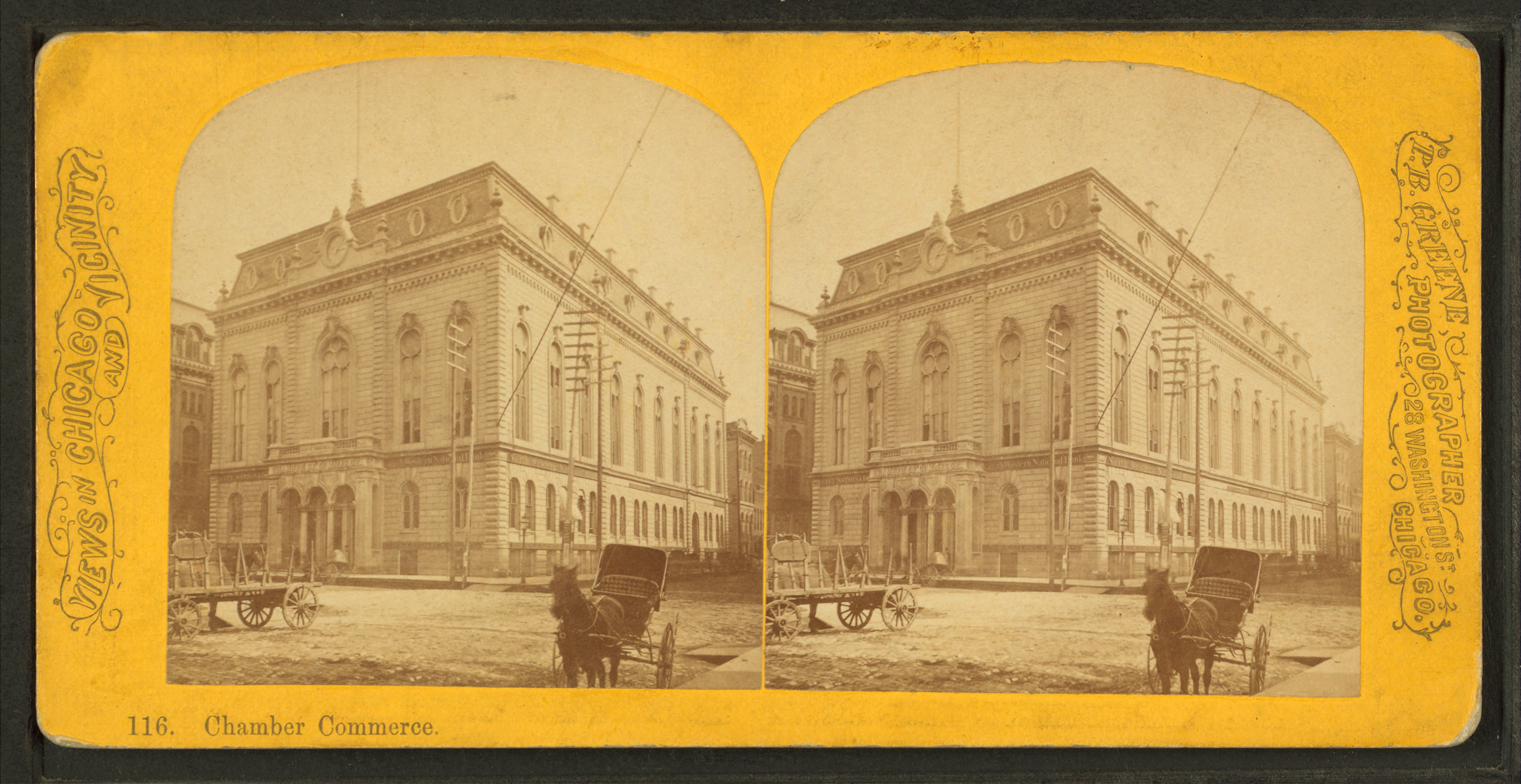
Het Chamber of Commerce Building voor de brand van 1871

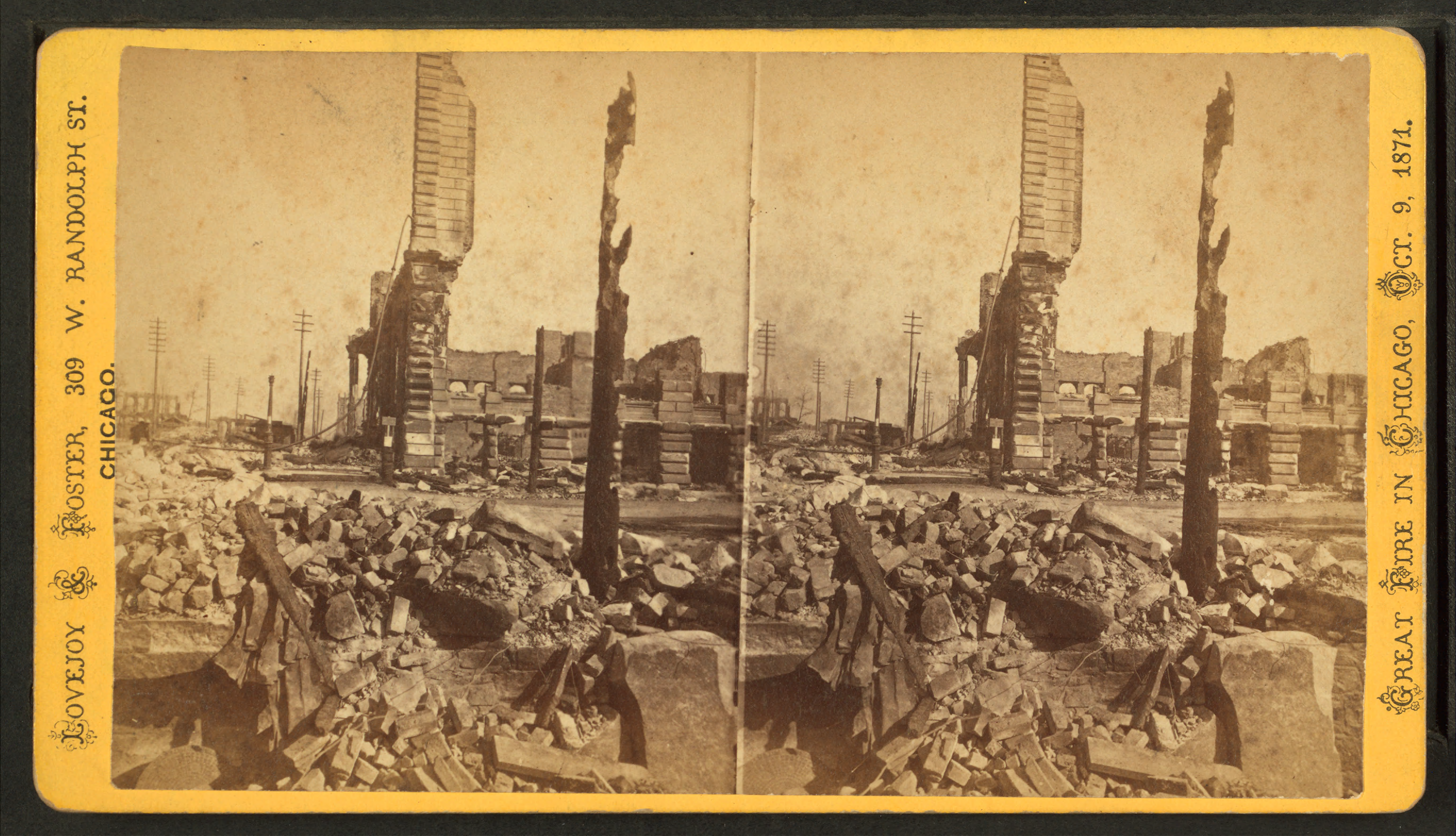
Het Chamber of Commerce Building na de brand van 1871

### Huidige locatie
In 1882 begon men met de bouw van een nieuwe vestiging van de CBOT, die op 1 mei 1885 werd geopend op de huidige locatie. De architect, William W. Boyington, had hiervoor een constructie ontworpen van staal en graniet uit Maine, met een achterkant van geglazuurde bakstenen.
Het gebouw was tien verdiepingen hoog en had een 98,15 meter hoge toren met een grote klok die een bel van 2000 kilogram bevatte. Dankzij de toren was dit het eerste bouwwerk in de stad dat hoger was dan 91 meter (driehonderd voet). Het was daarmee ook het hoogste gebouw in Chicago. Boven op de toren stond een koperen weerhaan in de vorm van een schip van 2,7 bij 2,4 meter. Het gebouw kostte 1,8 miljoen dollar en was het eerste commerciële bouwwerk in Chicago met elektrische verlichting. Het bevatte vier liften, een grote hal van 24 meter hoog met een lichtkoepel van glas in lood en geornamenteerde stenen balustrades.
Het gebouw trok toeristen en bezoekers aan. In 1893 werden er voor de eerste keer exposities gehouden, als eerbetoon aan de World's Columbian Exposition. In 1895 werd de klokkentoren verwijderd en ging de titel van hoogste bouwwerk van Chicago naar het Masonic Temple Building.

### Het huidige CBOT Building
De vestiging van de CBOT was op caissons gebouwd en werd omgeven door slijk. De constructie werd dan ook rond 1920, toen de constructie van het gebouw van de Federal Reserve Bank van Chicago begon, afgeschilderd als ondeugdelijk. In 1929 werd het gebouw uit 1885 gesloopt en verhuisde de beurs tijdelijk naar Van Buren en Clark Street. Hierdoor kon de aanbouw van de nieuwe vestiging op dezelfde locatie waar ook de oude vestiging van de CBOT had gestaan beginnen. Sinds de opening van het nieuwe CBOT Building op 9 juni 1930 is de Chicago Board of Trade gevestigd op de twaalfde verdieping.
Tijdens de overstroming van Chicago van 13 april 1992 stroomde water uit de Chicago River via een scheur in de tunnels onder de Chicago Loop. Nadat het netwerk van tunnels met water was gevuld, steeg het water tot de kelders van verschillende gebouwen. Het water kwam ook de kelders van de Chicago Board of Trade en de Chicago Mercantile Exchange binnen, waardoor het CBOT Building op 13 en 14 april gesloten was.
Het gebouw staat, anders dan veel van de gebouwen in het centrum van Chicago, niet op de grid, het rechthoekige stratenplan van de stad. Hierdoor is het mogelijk het gebouw op straatniveau in de richting van LaSalle Street van enige afstand te observeren, iets dat voor veel andere bouwwerken in het centrum van Chicago niet mogelijk is.

### Status
In 1930 werd het Chicago Temple Building, dat tot dat moment het hoogste bouwwerk van Chicago was, in hoogte overtroffen door de nieuwe vestiging van de CBOT. Hoewel het minder verdiepingen telde dan One North LaSalle, was het Chicago Board of Trade Building toch het eerste gebouw in de stad dat hoger was dan 180 meter.
Het Chicago Board of Trade Building werd op 4 mei 1977 uitgeroepen tot Landmark van Chicago en kwam op 2 juni 1978 op de lijst van National Historic Landmarks. Op 16 juni 1978 werd het ook opgenomen in het National Register of Historic Places.

## Ontwerp

### Architectuur

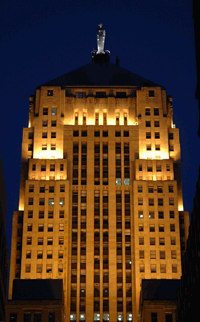
De terugspringende gevel-vlakken worden 's nachts verlicht

Het gebouw is bekleed met uit Indiana afkomstig kalksteen en heeft een koperen piramidevormig dak. De façade bevat meerdere geveldelen die van een reliëf voorzien zijn. Het staat op een stuk grond van ongeveer 53,3 meter van oost naar west op Jackson Boulevard en 77,7 meter van noord naar zuid op LaSalle Street. Met 1765 vierkante meter was de beursvloer aanvankelijk de grootste ter wereld.
In de decennia voordat het Chicago Board of Trade Building werd gebouwd deed de staalskeletbouw zijn intrede. Deze methode maakte het mogelijk geheel verticaal te bouwen, zonder terugspringen. Vanwege de lokale bouwverordeningen (Chicago building height regulations) uit die tijd was het echter noodzakelijk dat de gevel op bepaalde plekken terugsprong. Daarom mochten de hogere delen van het Chicago Board of Trade Building slechts 25% van de kavel-oppervlakte beslaan. Hierdoor blokkeerde het gebouw minder zonlicht en bereikte genoeg licht de straten.
Het Chicago Board of Trade Building begint met een rechthoekige basis van circa 53,3 bij 77,7 meter, waarboven de ingangen aan Jackson Boulevard zilverkleurige roosters te zien zijn met art-deco-ornamentatie van zeven kegelvormige figuren. Na negen verdiepingen neemt het gebouw een U-vormige plattegrond aan. Vanaf hier springt het nog vijf keer terug, waardoor de lengte ervan benadrukt wordt. De gevelvlakken worden 's nachts verlicht. Dit was vroeger in Chicago een eigentijds thema in de architectuur. Het gebouw eindigt in een piramidevormig dak, met als kroon een beeld van de Romeinse godin van het graan, Ceres.
Het interieur bevat gepolijst wit en zwart marmer en verticale versieringen in de hallen. De lobby van drie verdiepingen bevatte ten tijde van de opening de grootste armatuur van die tijd. Daarnaast bevat het een atrium, waardoor men vanaf de eerste en tweede verdieping de lobby in kan kijken. Het bevat kolommen van beige en zwart marmer, die versierd zijn met bronzen details. Van de minimaal negen verschillende soorten marmer die het gebouw bevat, zijn er acht in de lobby te vinden. De vormen in de lobby worden verder benadrukt door de belichting, met name door een verlichte strook, die het plafond van de lobby in tweeën deelt.
De fabriek van John Roebling produceerde alle kabels die nodig waren voor de 23 Otis-liften die het gebouw telde. Onder de beurs door liep eerst meer dan 4300 kilometer aan draad van telefoons en telegrafen. Vanuit de beurs liep toen ook 240.000 kilometer aan bedrading.

### Kunst

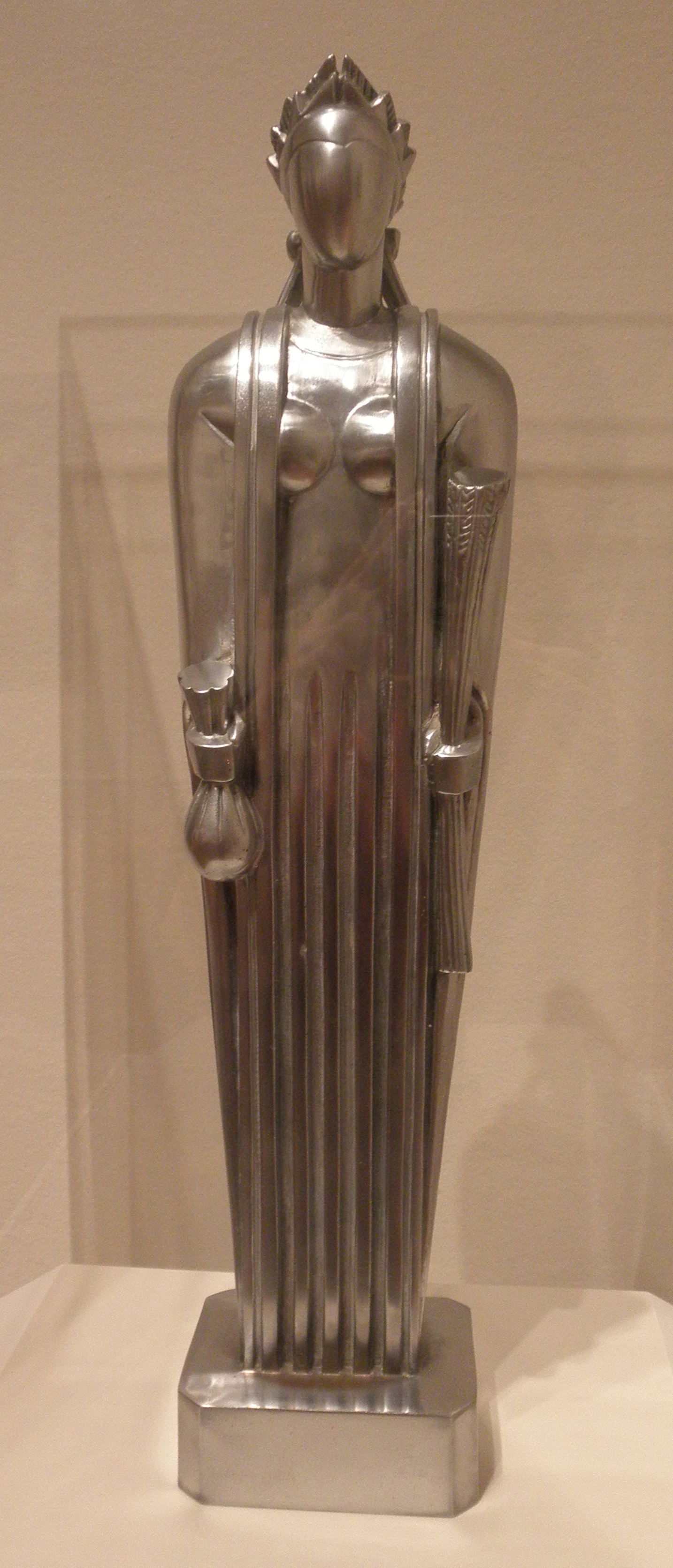
Schaalmodel van het beeld van Ceres zoals dat op de nok van het Chicago Board of Trade Building te zien is

De gevel is versierd met sculpturen van Alvin Meyer, die de handel afbeelden die in het gebouw bedreven wordt. De klok boven de ingang heeft een diameter van vier meter en heeft aan weerszijden een figuur:
- Een Babyloniër die graan vasthoudt.[25]
- Een indiaan die maïs vasthoudt.[26]

Tevens is er boven de klok een adelaar afgebeeld. Net onder de top van het gebouw bevinden zich op iedere hoek sculpturen van menselijke figuren van ongeveer drie verdiepingen hoog. Deze figuren vertonen gelijkenis met de figuren naast de klok. Op circa 9,1 meter boven straatniveau ziet men een voorstelling van stieren die uit de kalkstenen bekleding steken. Dit is bedoeld als verwijzing naar een stierenmarkt.
De centrale structuur is bekroond met het aluminium beeld van Ceres, dat circa drieduizend kilo weegt, 9,4 meter hoog is en op een frame van zes ton staat. Ceres houdt een bundel tarwe in de linkerhand en een zak maïs in de rechterhand, als wenk naar het erfgoed van de beurs als een markt voor grondstoffen. Het beeld bestaat zelf uit veertig delen. Omdat het gebouw bijna 45 verdiepingen had, dacht de beeldhouwer John Storrs dat de mensen in naburige gebouwen nooit hoog genoeg zouden komen om het gezicht te kunnen zien. Zodoende liet hij dit onbewerkt. Het beeld past hiermee goed in de art-deco-stijl van de rest van het gebouw, waarbij juist geen nadruk gelegd wordt op natuurlijke details. Naar verluidt zou Storrs een 14-jarige vrouwelijke liftbediende als model voor het beeld gebruikt hebben.
In 1930 werd opdracht gegeven een muurschildering van Ceres te maken. Deze schildering waarop Ceres halfnaakt in een veld graan te zien was werd in 1973 weer uit de handelsruimte voor agrarische producten verwijderd, omdat het plafond verlaagd werd. John W. Nortons werk bleef tot 1982 opgeborgen. Uiteindelijk werd de schildering door Louis Pomerantz gerestaureerd. Tegenwoordig is ze in het atrium van de uitbreiding uit 1980 te zien.

### Beursvloer

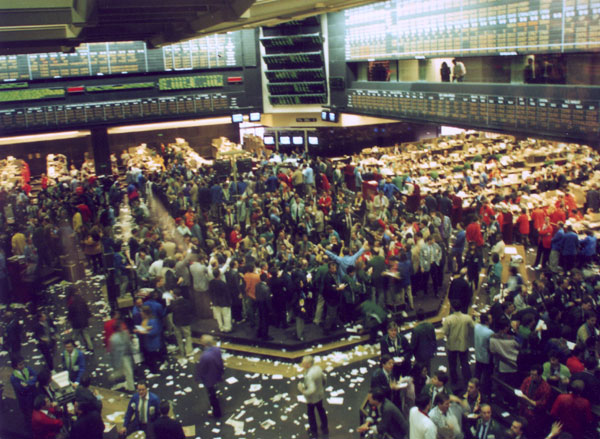
Maishoek op de beursvloer in het gebouw (1993)

De beursvloer van circa 30,1 bij 50,3 meter bevindt zich op de vierde verdieping aan de voorkant van het Chicago Board of Trade Building. De ruimte was eerst zes verdiepingen hoog, maar in 1974 werd dit teruggebracht tot drie verdiepingen. In het midden van deze ruimte bevinden zich meerdere "pits", waar de fysieke handel tussen handelaren in felgekleurde jasjes zich concentreert. De pit is een handelshoek in de vorm van een octogonaal verhoogd platform, dat ervoor zorgt dat zo veel mogelijk handelaren elkaar kunnen zien en met elkaar kunnen communiceren. Aan de buitenkant van de achthoek vindt men treden die naar de verhoging toe leiden. Aan de binnenkant van de achthoek lopen er weer treden omlaag, waardoor de handelshoeken een vorm hebben die doet denken aan een amfitheater. In 1878 kreeg Ruben S. Jennings het patent op dit soort handelshoeken.
Om het handelsgebied heen staan bureaus. Hier worden de bestellingen van klanten ontvangen en zo snel mogelijk doorgegeven aan de handelaren, zodat zij weten waarin ze moeten handelen. Toen deze informatie door middel van telegrafie werd verspreid werden telegrafisten aangenomen, die later vervangen werden door telefonisten. Aan het einde van de twintigste eeuw kwamen er elektrische displays, die op de wanden werden aangebracht. Toen de elektronische bedrijfsvoering eenmaal haar intrede had gedaan, plaatste men computers op de bureaus.
Bij latere toevoegingen aan het gebouw werden de handelsruimtes voor agrarische en financiële zaken van hun oorspronkelijke locatie naar nieuwe ruimtes verplaatst, in het nieuwe deel van het gebouw uit de jaren tachtig. In 2004 werd de oude beursvloer gesloopt en werden de handelshoeken met beton gevuld. De ruimte werd vernieuwd in een modernere stijl en wordt nu verhuurd aan een optiehandelbedrijf.

### Uitbreiding

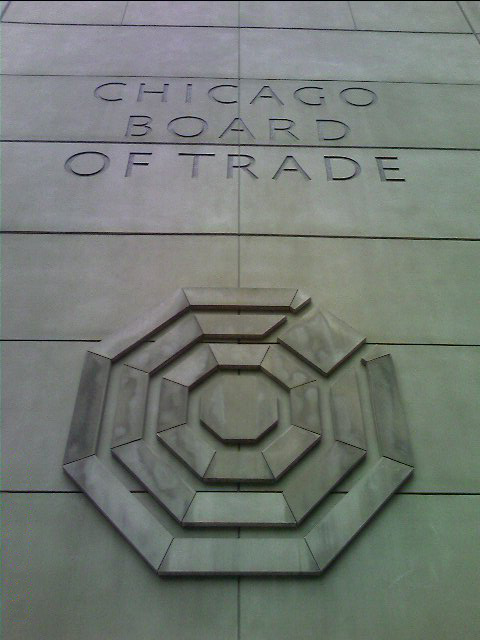
Het logo van CBOT

In 1980 voegden de eigenaars van het Chicago Board of Trade Building een bijgebouw van 84 meter hoog en 23 verdiepingen toe aan de zuidkant. Het bijgebouw eindigt in een octogonaal ornament, dat gelijkenis vertoont met de handelshoeken van de beursvloer uit het oude gebouw. Het is in postmodernistische stijl ontworpen door Helmut Jahn. Het bijgebouw is zwart met zilver bekleed en bevat een nieuwe, met graniet beklede handelsruimte voor landbouwproducten van vier verdiepingen, die toen met 2970 vierkante meter 's werelds grootste was. Daarnaast heeft het op de twaalfde verdieping een atrium dat tegen de oude kant van het gebouw aankijkt. Dit atrium bevat glooiende wanden van glas en staal, waarvan de vormen terug te vinden zijn in de vloertegels en het meubilair.
De uitbreiding bevat elementen van zowel moderne en historische architectuur als van Art deco. Het gebouw springt bijvoorbeeld terug en heeft een piramidaal dak, dat bij art deco hoort.
Zelfs toen Sydney Futures Exchange en andere markten hun handel beëindigden, leidde burgemeester Richard M. Daley op 17 januari 1995 de voorbereidingen voor een nieuwe uitbreiding van vijf verdiepingen aan de oostkant. Dit was ontworpen door de architecten Fujikawa Johnson en de bouwkundige ingenieurs TT-CBM. Toen het gebouw op 18 februari 1997 geopend werd, voegde het 5570 vierkante meter aan handelsruimte toe. Hierdoor bevond de grootste handelsruimte ter wereld zich voor enige tijd weer hier. De bijnaam, "Arboretum", was volgens sommigen bedoeld als eerbetoon aan Patrick H. Arbor, de voorzitter van CBOT, die de uitbreidingen ondersteund had.
Voor de uitbreiding voegde men 183 meter aan prijsborden, 12.000 computers, 6000 stem apparaten en 2000 displays toe. Hiervoor was circa 43.500 kilometer aan kabels nodig. Gezamenlijk hadden de handelsruimtes nu een oppervlakte van circa 10.700 vierkante meter.
Vroeger was er een weg op de plek waar nu het oude gebouw met de uitbreiding in aanraking komt. Hier vindt men nu een breed voetpad, dat het plaza bij LaSalle Street met de Van Buren Street verbindt. Een brug met een stalen frame, bekleed met groen glas, verbindt de zuidwesthoek van het 23 verdiepingen tellende gebouw met de Chicago Board Options Exchange.

### Renovatie

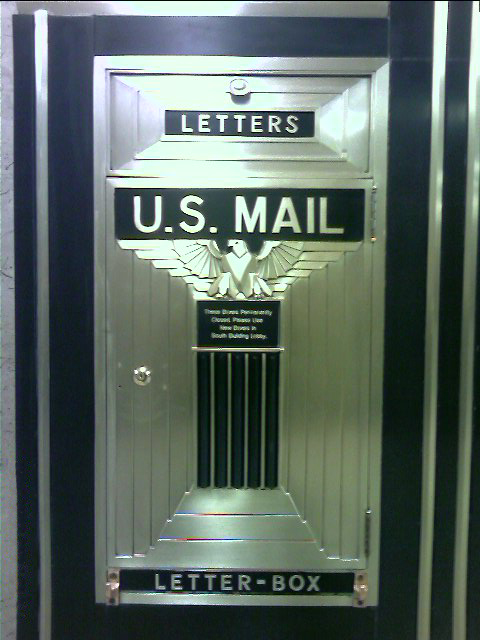
Een van de drie brievenbussen in art-decostijl in de lobby van het CBOT Building

Het gebouw heeft al meerdere restauraties ondergaan, in 1980, 1985, 1997 en van 2005 tot 2006. De renovatie van 2005/2006 kostte circa 20 miljoen dollar en werd geleid door architect Gunny Harboe, die onder andere het Rookery Building en Reliance Building heeft opgeknapt. Voor de renovatie moest de lobby gerenoveerd worden om de art-deco-elementen meer te benadrukken. Daarnaast moderniseerde men de liften. Tevens maakte men de bovenste verdiepingen, hallen en façade schoon en renoveerde deze.
Voor het renoveren van de liften verving men van 24 persoonsliften en één goederenlift de machinerie, de controlepanelen en het interieur met belichting. In plaats van het interieur in de originele staat bijvoorbeeld aan de hand van het beperkt historisch materiaal hieromtrent terug te brengen, besloot men het interieur van de liften een nieuw ontwerp te geven dat was gebaseerd op de art-deco-uitstraling van het gebouw. Het interieur bevat met zilver omlijst opaak glas, een zwart granieten plint en een belichting die doet denken aan de belichting in de lifthallen.
De kalkstenen gevel werd gereinigd, waterdicht gemaakt en op sommige plekken vervangen. Het terracotta, met name de delen rond de ramen, werd met een chemische oplossing gereinigd. Omdat de vervangen delen kalksteen en terracotta dezelfde kleur moesten hebben als de rest van de façade, moest deze werkwijze enkele malen worden herhaald om de juiste kleur te bereiken. Daarnaast werden meerdere kalkstenen sierlijsten boven de winkels vervangen, omdat deze aangetast waren door de roestende stalen ankers waarmee zij vastzaten. Een beeldhouwer in het nabijgelegen Elgin was in staat de lijsten nauwkeurig na te maken. Hiervoor maakte hij eerst een mal van de originele ornamenten, waarna hij een nieuwe kopie beeldhouwde.

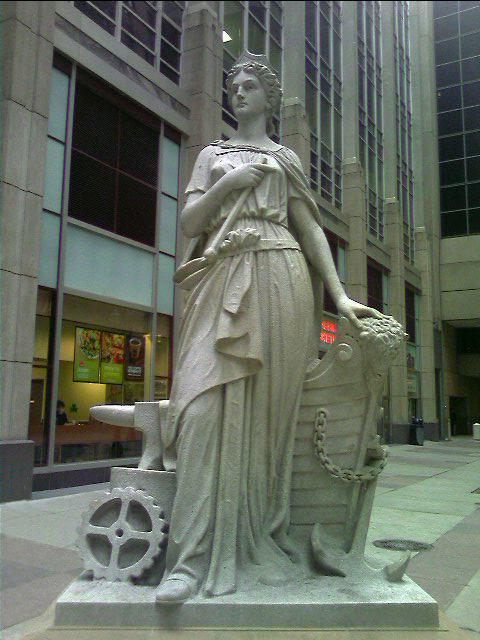
Standbeeld voor industrie

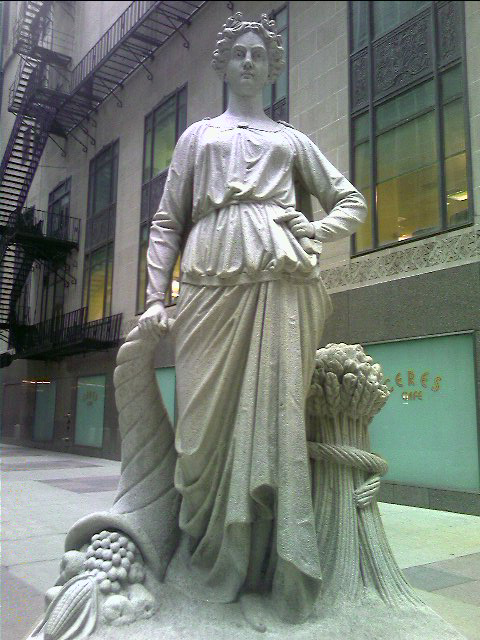
Standbeeld voor landbouw

Ook de drie brievenbussen in de lobby werden in hun originele staat teruggebracht, ook al zijn deze voor het huidige gebruik te klein. Het doel hiervan was de verticale lijnen, die door het hele complex heen te vinden zijn, ook in de lobby te laten doorlopen. Het gebouw kreeg ook een verbeterd elektrisch systeem met stroom van zeven verschillende onderstations, waardoor de communicatiemogelijkheden werden verbeterd.
Toen het oude gebouw van CBOT in 1929 werd gesloopt, werden twee 3,7 meter hoge grijze granieten standbeelden van circa 4.100 kilogram verplaatst van een richel op de tweede verdieping boven de hoofdingang naar de tuinen van het twee vierkante kilometer grote landgoed van Arthur W. Cutten. Deze Arthur Cutten was een speculant met tarwe en katoen, die failliet ging tijdens de Grote Depressie. Een beeld symboliseert de landbouw en laat een vrouwelijk figuur zien, die op de Hoorn des overvloeds leunt. Naast het figuur staat een bundel tarwe. Het andere beeld symboliseert de industrie en laat een vrouwelijke figuur zien, samen met de boeg van een schip en een aambeeld.
De beelden werden in 1978 bij Glen Ellyn in Illinois gevonden door het Forest Preserve District van DuPage County, op land dat verkregen is van het landgoed van Cutten. Na een aantal jaar op een parkeerplaats bij Danada Forest Preserve te hebben gestaan, werden beide beelden op 9 juni 2005 naar het plaza van CBOT Building teruggebracht.

## Omgeving

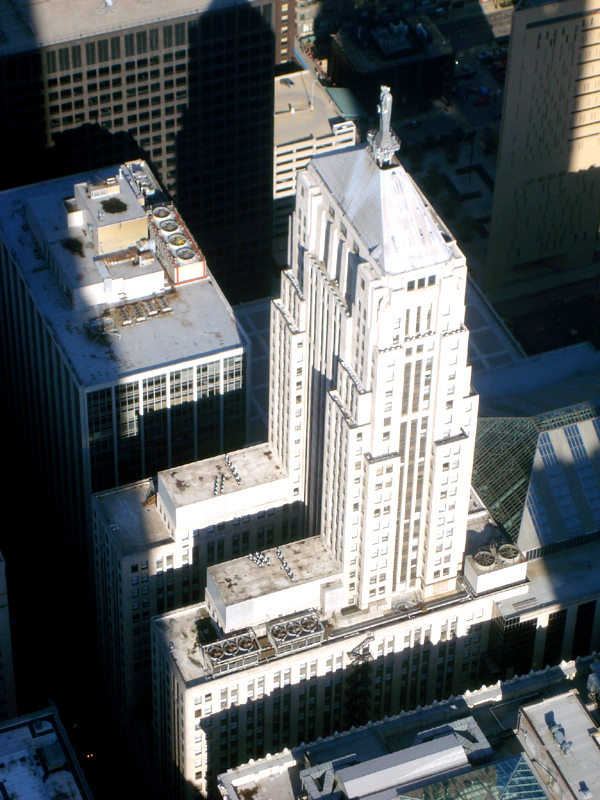
Zicht op de Chicago Board of Trade vanaf de Willis Tower

LaSalle Street biedt plaats aan meerdere historische gebouwen, waaronder het Rookery Building, dat een van de National Historic Landmarks is. Daarnaast beschouwt men dit gebouw tegenwoordig als de oudste overgebleven hoogbouw in Chicago. In 1905 gaven de eigenaren van het Rookery Building architect Frank Lloyd Wright de opdracht de lichthal te moderniseren. Wright voorzag de ruimte van elementen die karakteristiek waren voor de prairiestijl. Het Rookery Building dankt zijn naam aan het gebouw dat voor de bouw op dezelfde plek stond. Dit gebouw bood onderdak aan veel vogels, voornamelijk duiven.
Ook het Reliance Building staat dicht bij het Chicago Board of Trade Building. Dit was de eerste wolkenkrabber die ramen had van grote platen glas, die het grootste deel van het oppervlak besloegen. One North LaSalle, een ander gebouw dat zich in de buurt van het Chicago Board of Trade Buildign bevindt, was gedurende enige tijd een van de hoogste gebouwen in Chicago. Beide gebouwen staan op de National Register of Historic Places. Sinds 1853 delen Cook County en het bestuur van Chicago drie gebouwen aan het noordelijke einde van LaSalle Street. Het huidige Chicago City Hall werd in neorenaissancistische stijl gebouwd en moest de kracht, waardigheid en vitaliteit van de bestuurlijke functie waar het voor bedoeld was uitbeelden. In 2001 werd een prijswinnende daktuin op het gebouw geplaatst. Al deze gebouwen zijn uitgeroepen tot Landmark van Chicago.
Andere belangrijke bouwwerken in de buurt zijn de Continental Commercial National Bank, nu 208 South LaSalle Street geheten, die in 1911 met kosten van meer dan 10 miljoen dollar de duurste ontwikkeling in de stad werd. Drie gebouwen, waaronder het Rand-McNally Building - dat als hoofdkwartier van de World’s Columbian Exposition werd gebruikt-, werden hiervoor gesloopt. De Federal Reserve Bank van Chicago, op 230 South LaSalle Street, is in Greco-Romaanse stijl gebouwd en bevatte 's werelds grootste kluizen en een van de eerste bedrade communicatiesystemen die door het gehele gebouw liep. Beide gebouwen laten duidelijk de populariteit zien van de neorenaissancistische bouwstijl (Renaissance Revival architecture) die het einde van 19e en het begin van de 20e eeuw kenmerkte. Door het gebruik van deze stijlen in hun gebouwen probeerden onder andere bibliotheken en banken hun bezoekers een gevoel van veiligheid en integriteit te geven.
Het CBOT Building ligt 1,6 kilometer ten westen van het Michiganmeer en in het zuidwesten van de Loop, het central business district van Chicago. Het ligt dicht bij twee verhoogde stations van de metro van Chicago. Het Quince Station is één blok naar het westen, het LaSalle/VanBuren Station ligt tussen het CBOT Building en de Chicago Stock Exchange. Daarnaast stopt ook de CTA Blue Line bij de Jackson en LaSalle stations, beide twee blokken verder. Union Sation ligt vijf blokken ten westen van het CBOT Building aan Jackson Boulevard, met een kopstation voor Amtrak en een gedeelte van Metra. Daarnaast is er nog een kopstation voor Metra bij LaSalle Street Station, dat twee blokken naar het zuiden ligt.

## Huurders
De CME Group bezit 33% van het complex. 54% van het gebouw wordt door financiële instellingen en handelsconcerns in beslag genomen. Daarnaast huisvest het Chicago Board of Trade Building het Ceres Restaurant en bedrijven die zich bezighouden met bankieren, verzekeringen, reizen, schoonheidsbehandelingen en verzorging. Sommige bedrijven zitten al meer dan 40 jaar in het gebouw. In 2007 kondigde de U.S. Futures Exchange, concurrent van de CBOT, aan te gaan verhuizen van de Willis Tower naar de 14e verdieping van het CBOT Building.

## Prominente bezoekers
Het gebouw is meerdere malen bezocht door hooggeplaatste personen, zoals de prins van Wales in oktober 1977 en George H.W. Bush in 1991. Bush was de eerste president van de Verenigde Staten die het CBOT Building bezocht. Hij stak vanaf de Sojaboon Pit een speech af over het belang van de landbouw voor de economie van de Verenigde Staten. Op 7 mei 1992 werd het gebouw bezocht door een voormalige leider van de Sovjet-Unie, Michail Gorbatsjov. Tijdens de Democratische Partijconventie van 1996 bracht de toenmalige vicepresident Al Gore een bezoek aan het CBOT Building. Op 6 januari 2006 bezocht George W. Bush de handelsruimte voor landbouwproducten waardoor hij de tweede Amerikaanse president werd die het gebouw had bezocht. In 2006 bezocht ook de voormalige president van de Verenigde Staten Jimmy Carter samen met zijn vrouw Rosalynn het CBOT Building, terwijl zij bezig waren campagne te voeren voor hun zoon Jack Carter die een van de kandidaten was voor een zetel in de Senaat van Nevada.

## Media

### Film en televisie
In scènes van films als Ferris Bueller's Day Off zijn handelsactiviteiten uit het CBOT Building gebruikt. Ook de LaSalle Street is gebruikt in verscheidene films, zoals The Untouchables en Road to Perdition. In de film Batman Begins wordt het gebouw gebruikt als het hoofdkantoor van het fictieve Wayne Enterprises.
WCIU-TV heeft voor meerdere jaren vanuit het gebouw Stock Market Observer uitgezonden, een dagelijks, zeven uur durend live journaal over handelszaken. Het staat in het Guinness Book of Records als de show die de meeste uren heeft uitgezonden. Daarnaast zendt het station ook First Business uit, met nieuws over de Chicago Board of Trade. Voormalig medewerker van WVON Don Cornelius begon in 1970 de dansshow Soul Train in een studio op de 43e verdieping.

### Afbeeldingen
Het oude CBOT Building is met zijn toren op een Rand McNally kaart uit 1893 te zien. Latere steendrukken van de locatie lieten echter een gebouw zien met een rood dak, maar zonder toren. Memorabilia van de huidige toren zijn in overvloed aanwezig: ansichtkaarten met panorama's van LaSalle Street, de klok in het gebouw en de verlichte terugspringende gevelvlakken. Een foto van het uitwendige van de toren, uit de "Museum" collectie van Thomas Struth, is te vinden in de collectie van het Metropolitan Museum of Art in New York. Fotograaf Andreas Gursky heeft de handelsruimte van het gebouw als plek gebruikt voor foto's als "Chicago Board of Trade, I" uit 1997 en "Chicago Board of Trade, II" uit 1999, die zijn opgenomen in de collectie van verzamelaars op het gebied van eigentijdse kunst.
Op LaSalle Towers Apartments, een negentien verdiepingen tellend hotel uit 1929 dat in 1981 tot een woontoren werd verbouwd, vindt men Trompe-l'oeil muurschilderingen van Richard Haas. De schilderingen zijn een hommage aan de Chicago School en op de zuidelijke gevel vindt men een verwijzing naar het Chicago Board of Trade Building, dat circa 3 kilometer zuidelijker staat.

## Prijzen
- 1985: De 23 verdiepingen tellende toevoeging kreeg de "Best Structure Award" van de Structural Engineers Association of Illinois.[69]
- 2006: Het gebouw kreeg van de Landmarks Preservation Council of Illinois de "Real Estate and Building Industries Council Award" voor de moeite die gedaan is om het gebouw te bewaren.[70]
- 2006: Het gebouw kreeg van de Building Owners and Managers Association of Chicago "The Office Building of the Year Award" in de categorie voor gerenoveerde gebouwen.[71]
- 2007: Het gebouw kreeg van de Building Owners and Managers Association of Chicago "The Office Building of the Year award" in de categorie voor historische gebouwen, waarbij de hoge kwaliteit van de kantoren en het goede bestuur werden erkend.[72]
- 2008: Het gebouw kreeg van de Building Owners and Managers Association of Chicago "The Office Building of the Year Award" in de categorie voor historische gebouwen.[73]